# إدوارد إندر
إدوارد إندر (بالألمانية: Eduard Ender) (و. 1822 – 1883 م) هو رسام نمساوي، ولد في روما، توفي في لندن، عن عمر يناهز 61 عاماً.